# Herb powiatu pińczowskiego
Herb powiatu pińczowskiego – jeden z symboli powiatu pińczowskiego, ustanowiony 26 czerwca 2001.

## Wygląd i symbolika
Herb przedstawia na tarczy w polu błękitnym podkowę złotą końcami do góry, w jej środku krzyż patriarchalny złoty i łękawicę srebrną. Jest to połączenie herbów: Dębno i Jastrzębiec oraz nawiązania do heraldyki województwa świętokrzyskiego.